# هیلو (مجموعه تلویزیونی)
هیلو (به انگلیسی: Halo؛ یا Halo: The Series) یک مجموعه تلویزیونی نظامی‌گری علمی تخیلی آمریکایی است که توسط کایل کیلن و استیون کین برای سرویس استریم پارامونت پلاس بر اساس مجموعه بازی‌های ویدیویی به همین نام ساخته شده است. این سریال که توسط شبکه‌های شوتایم، ۳۴۳ اینداستریز، تلویزیون امبلین، وان بیگ پیکچرز و چپتر الون تولید شده است، جنگی در قرن بیست و ششم بین فرماندهی فضایی سازمان ملل متحد و میثاق را دنبال می‌کند، یک اتحاد تئوکراتیک -نظامی متشکل از چندین نژاد بیگانه پیشرفته که مصمم به ریشه کن کردن نژاد بشریت هستند.
پابلو شرایبر و جن تیلور در نقش مستر چیف مأمور جان-۱۱۷ و کورتانا ایفای نقش می‌کنند و دومی دوباره نقش خود را از سری بازی‌های ویدیویی بازی می‌کند. در این سریال همچنین شبانه اعظمی، ناتاشا کولزاک، اولیو گری، یرین‌ها، بنتلی کالو، کیت کندی، چارلی مورفی، دنی ساپانی، بوکیم وودبین و ناتاشا مک‌الهون ایفای نقش می‌کنند. توسعه یک سریال تلویزیونی در سال ۲۰۱۳ آغاز شد. کیلن در ژوئن ۲۰۱۸ استخدام شد و این سریال به‌طور رسمی سفارش ۹ قسمتی را برای پارامونت پلاس اعلام کرد. فیلمبرداری در انتاریو، کانادا در اکتبر ۲۰۱۹ آغاز شد، اگرچه پس از تولید پنج قسمت اول به دلیل دنیاگیری کووید-۱۹ تحت تأثیر قرار گرفت. فیلمبرداری در نهایت در بوداپست مجارستان در فوریه ۲۰۲۱ از سر گرفته شد.
هیلو در ۲۴ مارس ۲۰۲۲ در پارامونت+ پخش شد و تا ۱۹ مه به پخش ادامه داد. بخشی از سریال در ۱۴ مارس ۲۰۲۲ در جنوب از جنوب غربی نشان داده شد. فصل اول به‌طور کلی نقدهای مثبتی از منتقدان دریافت کرد. فصل دوم در ۸ فوریه ۲۰۲۴ برای اولین بار پخش شد و تا ۲۱ مارس به مدت هشت قسمت ادامه یافت؛ این فصل با نظرات مثبت منتقدان روبرو شد که اعلام کردند نسبت به فصل قبلی بهبود یافته است. این سریال در ژوئیه ۲۰۲۴ پس از دو فصل لغو شد.

## طرح داستان
هیلو «یک درگیری حماسی قرن ۲۶-اُم بین بشریت و یک تهدید بیگانه به نام «کاوننت» (Covenant؛ به‌معنی: پیمان) را دنبال می‌کند و داستان‌های شخصی عمیقاً ترسیم شده را با اکشن، ماجراجویی و چشم‌اندازی غنی از آینده می‌بافد.»
کیکی ولفکیل، تهیه‌کننده اجرایی، فاش کرد که این سریال یک داستان مستقل است که در «خط زمانی نقره‌ای» خودش اتفاق می‌افتد که جدا از اصل و داستان اصلی فرنچایز فرارسانه‌ای است و نه یک ادامه، اقتباس، پیش‌درآمد یا دنباله. او توضیح می‌دهد که آنها می‌خواستند به دو کانون هیلو فرصتی بدهند تا به صورت جداگانه و متناسب با رسانه خود تکامل یابند. این تصمیم با نحوه اقتباس مارول استودیوز از کتاب‌های کامیکس در دنیای سینمایی مارول مقایسه شده است.

## بازیگران

### اصلی
- پابلو شرایبر در نقش مستر چیف/ افسر جان-۱۱۷، یک ابرسرباز مهندسی ژنتیک قوی معروف به نام «اسپارتان-۱۱۷».[۸]
  - لوگان شیرر نقش نوجوانی ۱۱۷ را بازی می‌کند
  - کاسپر ناپف نقش کودکیِ جان را بازی می‌کند
- شبانه اعظمی در نقش دریاسالار مارگارت پارانگوسکی، مدیر اوان‌آی (اداره اطلاعات نیروی دریایی)
- ناتاشا کولزاک در نقش ریز-۰۲۸، عضو اسپارتانی «سیلور تیم»
- اولیو گری در نقش فرمانده میراندا کیز، افسر و دانشمند یوان‌اس‌سی (فرماندهی فضایی سازمان ملل متحد) و دختر جیکوب کییز و کاترین هالسی
- یرین‌ها در نقش کوان‌ها، یک نوجوان شورشی اهل سیارهٔ مستعمرهٔ بیرونی مادریگال
- بنتلی کالو در نقش واناک-۱۳۴، عضو اسپارتانی «سیلور تیم»
- کیت کندی در نقش کای-۱۲۵، عضو اسپارتایی «سیلور تیم»
- چارلی مورفی در نقش مکی، یک انسان مردم‌ستیز و عضو کاوننت که توسط سلسله‌مداران به‌عنوان «خوشبخت» بزرگ شد (فصل ۱)
  - زازی هیهورست نقش یک مکی جوان را بازی می‌کند
- دنی ساپانی در نقش کاپیتان جیکوب کییز، افسر باتجربه شورای امنیت سازمان ملل
- جن تیلور در نقش کورتانا، یک ساختار هوش مصنوعی که از مغز دکتر هالسی الگوبرداری شده و در مغز مستر چیف به عنوان ابزاری برای تأثیرگذاری بر تصمیم‌های او کاشته شده است. تیلور نقش صوتی خود را از سری بازی‌های ویدیویی هیلو تکرار می‌کند و ضبط حرکت را برای شخصیت ارائه می‌دهد.[۹][۱۰][۱۱]
- بوکیم وودبین در نقش سورن-۰۶۶، یک اسپارتی فراری که بعداً به رهبر شورشیان تبدیل می‌شود.
  - جود کودجو در نقش سورن-۰۶۶
- ناتاشا مک‌الهون در نقش دکتر کاترین الیزابت هالسی، دانشمند شورای امنیت سازمان ملل و خالق پروژه اسپارتان-۲
  - مک‌الهون همچنین دو فلش کلون از هالسی را به تصویر می‌کشد

### بازگشتی
- رایت گورمن در نقش وینشر گرات، سیاستمدار و همکار شورای امنیت سازمان ملل که جنبش شورشی را در مادریگال سرکوب می‌کند.
- رایان مک‌پارلند در نقش دکتر آدون سالی، دستیار دکتر هالسی
- سارا ریج وی در نقش مادر جان
- دانکن پاو در نقش پدر جان

### مهمان
- جیمی بیمیش در نقش موکاپ کایدون، بازمانده نخبگان کاوننت از نبرد مادریگال
- جولیان بلیچ به عنوان صدای پیامبر رحمت، یکی از سلسله مراتب
- کیر دولی در نقش دریاسالار ناوگان لرد ترنس هود، افسر عالی‌رتبه شورای امنیت سازمان ملل
- جونگ-هوان کونگ در نقش جین‌ها، پدر کوان و یک رهبر شورشیان در مادریگال

## اپیزودها
| فصل | قسمت‌ها | قسمت‌ها | تاریخ اصلی پخش | تاریخ اصلی پخش |
| فصل | قسمت‌ها | قسمت‌ها | اولین بار      | آخرین بار      |
| --- | ------ | ------ | -------------- | -------------- |
| ۱   | ۹      | ۹      | ۲۴ مارس ۲۰۲۲   | ۱۹ مه ۲۰۲۲     |
| ۲   | ۸      | ۸      | ۸ فوریه ۲۰۲۴   | ۲۱ مارس ۲۰۲۴   |

### فصل ۱ (۲۰۲۲)
| شم. | عنوان            | کارگردان       | نویسنده                        | تاریخ پخش اصلی |
| --- | ---------------- | -------------- | ------------------------------ | -------------- |
| ۱ | «تماس»           | اتو باترست     | کایل کیلن و استیون کین         | ۲۴ مارس ۲۰۲۲   |
| در سال ۲۵۵۲، کاوننت به یک پاسگاه شورشیان در سیارهٔ مادریگال حمله کردند و قبل از مداخلهٔ سیلور تیم واحد اسپارتان همه را به جز کوان‌ها قتل‌عام کردند. در یک سیستم غار نزدیک، مستر چیف، جان-۱۱۷ یک کیستون پیام‌رسان را کشف و بازیابی می‌کند که به لمس او واکنش نشان می‌دهد، نمادهای مرموز را نشان می‌دهد و برخی از خاطرات مهر و موم‌شده دوران کودکی او را باز می‌کند. یک بازمانده از کاوننت شاهد این موضوع بوده و آنرا به پیامبر در پایتخت کاوننت گزارش می‌کند. در ریچ، دکتر کاترین هالسی با دریاسالار پارانگوسکی بر سر روش‌های آن‌ها و کار هالزی بر روی نوع جدیدی از هوش مصنوعی بر اساس الگوهای مغزی خودش درگیر می‌شود. پس از اینکه کوان از همکاری با شورای امنیت سازمان ملل امتناع کرد، به مستر چیف دستور داده می‌شود که او را اعدام کند. او دستور را سرپیچی می‌کند و شورش می‌کند و اعتماد کوان را با برداشتن کلاه زرهی خود به هنگام تهدید او با تفنگ خود جلب می‌کند. جیکوب کیز، کاپیتان یوان‌اس‌سی دستور می‌دهد که مستر چیف بازداشت شود. مستر چیف دوباره کیستون را لمس می‌کند، که در حالی که برق را به کشتی خود بازمی‌گرداند، برق پایه را غیرفعال می‌کند و به او و کوان اجازه می‌دهد که فرار کنند. در این روند، مستر چیف متوجه می‌شود که او در کودکی کیستون را کشیده است و با آن در گذشته ارتباطی داشته است. |                  |                |                                |                |
| ۲ | «بدون قید»       | اتو باترست     | کایل کیلن و استیون کین         | ۳۱ مارس ۲۰۲۲   |
| در یک فلاش‌بک، یک جان جوان، یکی از اسپارتی‌های دیگر با نام سورن را در حال فرار دستگیر می‌کند اما به او اجازه می‌دهد که فرار کند. جان در فرار از شورای امنیت سازمان ملل، کوان و کیستون را به روبل می‌برد، پایگاه مخفی شورشیان که از یک سری سیارک‌های شکسته ساخته شده است. آنها در آنجا با سورن که اکنون یک رهبر شورشی است، دوباره متحد می‌شوند. هالسی در مورد اقدام‌های جان با بررسی شدیدی روبه‌رو می‌شود، اما قول می‌دهد که راه‌حلی برای او و هر مشکلی از این قبیل در آینده پیدا کند. کاپیتان کیز، سیلور تیم را اعزام می‌کند تا جان را پیدا کند و او را به همراه کیستون و کوان بازگرداند. در «کاوننت»، نخبگان بازمانده از مادریگال به پیامبران و بخششان مکی نشان می‌دهد که جان سنگ را فعال کرده است. علی‌رغم تردید پیامبر رحمت، مکی اصرار می‌ورزد که می‌تواند خودش سنگ‌کلید را بازیابی کند. سورن بر روی قلوه سنگ‌ها، جان را به رث، یک گوشه‌نشین دیوانه که زمانی توسط کاوننت اسیر شده بود، معرفی می‌کند. رث جان را مجبور می‌کند تا توانایی خود را برای فعال کردن کیستون آشکار کند و اشاره می‌کند که به یک ابر سلاح بیگانه با قدرت تخریب بی‌نظیر منجر می‌شود. جان که از این تجربه متزلزل شده است، کوان را به همراه سورن ترک می‌کند و تسلیم سیلور تیم می‌شود. او توسط هالسی تسلیت می‌یابد، که نوید شروع جدیدی را برای او می‌دهد و کلون فلش خود را برای ایجاد کورتانا بیدار می‌کند. |                  |                |                                |                |
| ۳ | «تکوین»          | رول رین        | کایل کیلن و استیون کین         | ۷ آوریل ۲۰۲۲   |
| در یک فلاش‌بک، یک مکی جوان به‌طور ناخواسته توسط کاوننت از شکنجه نجات می‌یابد و متوجه می‌شوند که او در حال واکنش به دستگاه پیام‌رسان است. در زمان حاضر، مکی یک مستعمره لک‌گولو را در حملهٔ یک ناوگان دریایی یوان‌اس‌سی در تلاش برای یافتن مکان کیستون مادریگال رهبری می‌کند، اما پس از اینکه یوان‌اس‌سی به‌طور پیشگیرانه تمام داده‌های کشتی را پاک کرد، مکی تصمیم می‌گیرد به مادریگال سفر کند، جایی که کیستون در ابتدا کشف شده بود؛ او انتقال دستورات خود را پشت سر می‌گذارد. در روبل، کوان سورن را متقاعد می‌کند که او را به مادریگال بازگرداند تا در ازای پرداخت دوتریوم با شورشیان وفادار به پدر مرحومش متحد شود. هنگام رسیدن، پارانگوسکی به میراندا کیز دستور می‌دهد که کیستون پشت هالسی را مطالعه کند. هالسی مراحل ایجاد کورتانا (و کشتن کلون فلش خود را در این فرایند) تکمیل می‌کند و او را از طریق ایمپلنت عصبی در مغز جان قرار می‌دهد. کورتانا با پیروی از دستورات هالسی، به جان کمک می‌کند تا یک سرکوبگر عاطفی را در قسمت تحتانی ستون فقرات خود حذف کند. پس از اینکه جان برخی از منظرهٔ شهر را در ریچ کاوش کرد، به پایگاه برمی‌گردد و دوباره کیستون را لمس می‌کند، جایی که خاطرات پدر و مادرش، سیارهٔ زادگاهش اریدانوس دوم، و ترسیم کیستون مادریگال و دومین کیستون بزرگ‌تر و مکمل را دارد. جان، که متقاعد شده است که کیستون دوم در اریدانوس دوم قرار دارد، هالسی را متقاعد می‌کند که به او اجازه دهد برای تحقیق به اریدانوس دوم برود، اگرچه هالسی اصرار دارد که او را همراهی کند. |                  |                |                                |                |
| ۴ | «بازگشت به خانه» | رول راین       | جاستین جوئل گیلمر و استیون کین | ۱۴ آوریل ۲۰۲۲  |
| کای-۱۲۵ در ریچ سرکوبگر عاطفی خود را حذف می‌کند و سپس به میراندا کمک می‌کند تا سنگ اصلی مادریگال را تجزیه و تحلیل کند. کای و کیز پس از کمک به ترجمه برخی از زبان سنگیلی از هر دو فیلم مأموریت خود در مادریگال و ارسال از کوروت گمشده یوان‌اس‌سی، متوجه می‌شوند که کیستون مربوط به «حلقه مقدس» است که کاوننت آن را «هیلو» می‌نامد. در مادریگال، سورن و کوان متحدان سابق پدرش را پیدا می‌کنند، اما به دلیل ترس از کاوننت و انتقام‌جویی از سوی وینشر گرات، فرماندار جدید مورد حمایت شورای امنیت سازمان ملل متحد، از کمک به او خودداری می‌کنند. کشتی سورن متعاقباً کشف و مصادره می‌شود. کوان برای کمک نزد عمه‌اش می‌رود و با یک قبیله عرفانی آشنا می‌شود که ممکن است پاسخی برای او داشته باشند، اما یک مأمور رژیم گرات قبل از اینکه سورن آنها را بیرون بکشد، عمه‌اش را می‌کشد. سورن و کوان به سختی از دست سربازان گرات فرار می‌کنند و به سمت فرودگاه فضایی می‌روند تا سیاره را ترک کنند. جان، هالسی و کورتانا در اریدانوس دوم خانهٔ قدیمی جان را بررسی می‌کنند و متوجه می‌شوند که او نقاشی‌های متعددی از سنگ‌های کلید پیشرو را دفن کرده است. پس از استفاده از کورتانا برای کمک به بازسازی خانه‌اش، جان نه تنها از مکان دومین کیستون، بلکه از دوران کودکی‌اش و بازدید هالسی و شیر یا خط نیز به یاد می‌آورد. جان متعاقباً هالسی را به محل کیستون در اریدانوس دوم در یک غار می‌برد. |                  |                |                                |                |
| ۵ | «تاوان»          | جاناتان لیبسمن | ریچارد ای. رابینز و استیون کین | ۲۱ آوریل ۲۰۲۲  |
| سورن در مادریگال کوان را مهار می‌کند در حالی که او تلاش می‌کند راهی برای دور شدن از سیاره پیدا کند، اما کوان خود را آزاد می‌کند، یواشکی می‌آید و پس از ردیابی سورن، او را بیهوش می‌کند و تپانچه و وسیله نقلیه‌اش را می‌دزدد. در اریدانوس دوم، یوان‌اس‌سی در حال آماده شدن برای ایمن‌سازی کیستون اریدانوس دوم و بازگرداندن آن به ریچ است. همان‌طور که شورای امنیت سازمان ملل در حال آزمایش کیستون است، یک بوم صوتی به مکی و کاوننت که در مادریگال به دنبال آن بودند، به مکان واقعی آن هشدار می‌دهد. در حالی که جان همچنان به پرسش دربارهٔ گذشته خود ادامه می‌دهد، کیستون را لمس می‌کند و خاطرات روشنی از نیروهای هالسی و اوان‌آی دارد که او را در کودکی ربودند و یک کلون فلش از خودش جایگزین او کردند. او با عصبانیت سعی می‌کند هالسی را بکشد اما کورتانا با استفاده از پیوند ذهنی او را غیرفعال می‌کند. زمانی که جان بیدار می‌شود به دانش جدید خود فکر می‌کند، یک ناوچه کاوننت از راه می‌رسد و با استفاده از ترکیبی از نیروهای زمینی و پشتیبانی هوایی، یک حملهٔ غافلگیرکننده به مأموریت یوان‌اس‌سی انجام می‌دهد. علی‌رغم تلاش‌های یوان‌اس‌سی و سیلور تیم، شورای امنیت سازمان ملل متحمل تلفات سنگینی شد، کای به شدت مجروح می‌شود و کاوننت با موفقیت کیستون اریدانوس دوم را پس گرفته و عقب‌نشینی می‌کند. در حالی که کاوننت از سیاره فرار می‌کند، یک غلاف از کوروت پایین می‌افتد که جان در مورد آن تحقیق می‌کند و مکی را در آن پیدا می‌کند. |                  |                |                                |                |
| ۶ | «تسکین»          | جاناتان لیبسمن | سیلکا لوئیزا و استیون کین      | ۲۸ آوریل ۲۰۲۲  |
| نیروهای بازمانده یوان‌اس‌سی از مأموریت اریدانوس دوم به ریچ بازمی‌گردند. شورای امنیت سازمان ملل همچنین مکی را تحت بازداشت قرار می‌دهد. او ادعا می‌کند که زندانی کاوننت بوده است، اما با توجه به اینکه کاوننت برای زندانی‌کردن انسان‌ها شناخته‌شده نیست، احساسات بی‌اعتمادی و بدبینی را در شورای امنیت سازمان ملل به وجود می‌آورد. هنگامی که جان از مکی بازجویی می‌کند، او نشان می‌دهد که هر دوی آنها از توانایی فعال کردن کیستون برخوردارند. آزمایش‌های پزشکی بیشتر تأیید می‌کند که جان و مکی شباهت‌های زیادی در مشخصات ژنتیکی خود دارند. با توجه به انحرافات رفتاری که جان و کای پس از حذف سرکوبگرهای عاطفی خود نشان دادند، پارانگوسکی میراندا را به جای هالسی به عنوان رهبر تمام پروژه‌های در حال انجام منصوب می‌کند. وقتی میراندا به بهانه گرفتن مجوز با هالسی ملاقات می‌کند، هالسی مخفیانه یک کپی از اسکن شبکیهٔ چشم میراندا به دست می‌آورد. جان که از دروغ‌گفتن هالسی در مورد گذشته‌اش ناراحت است، با او روبرو می‌شود و منشأ واقعی برنامه اسپارتان را می‌آموزد: کودکان ربوده شده و به خدمت سربازی فرستاده می‌شوند و بدن آنها نزد والدین با کلون‌های انسانی با یک بیماری لاعلاج جایگزین می‌شود تا سوءظن را کم کند. جان این را با کای در حال بهبودی در میان می‌گذارد. وقتی جان یک بار دیگر کیستون مادریگال را آزمایش می‌کند، علی‌رغم اخطارهایی در مورد اثرات نامطلوب احتمالی آن بر سلامتی‌اش، او و مکی به‌طور همزمان آریتمی‌های قلبی و حمله صرع را نشان می‌دهند، در حالی که در عین حال تصور مشترکی از بودن در هیلو آن دارند. |                  |                |                                |                |
| ۷ | «توارث»          | جسیکا لوری     | استیون کین                     | ۵ مه ۲۰۲۲      |
| در حالی که سورن، پس از بازگشت به خرابه، درگیر دزدی فضایی علیه شورای امنیت سازمان ملل می‌شود، کوان به بیابان‌های مادریگال می‌رود تا به امید پاسخ‌هایی در مورد هدف واقعی خانواده‌اش یک قبیلهٔ منزوی از عشایر عرفانی را ردیابی کند. عارفان فاش می‌کنند که وقتی اجداد کوان در مادریگال مستقر شدند، توسط یک هوش مصنوعی به محافظت از پورتال پیام‌رسان که در جایی در این سیاره وجود دارد، گماشته شدند. کوان با بازگشت به پاسگاه فرماندهی متروکه پدرش، نامه‌های قدیمی خطاب به پدربزرگش را پیدا می‌کند که به دنبال اطلاعاتی در مورد موقعیت پورتال است. سورن دوباره به کوان ملحق می‌شود تا به قول خود به جان عمل کند تا از او نگهداری کند، اما پاسگاه توسط وینشر گرات و نیروهایش محاصره می‌شود. وینشر به دنبال کشتن کوان برای تهدیدی است که او برای قدرتش ایجاد می‌کند. علیرغم تعداد بالای آنها، کوان به امید کشتن گرث و رهایی مادریگال از ظلم و ستمش، اصرار دارد که با آنها مبارزه کند. در حالی که سورن نیروهای گرات را مهار می‌کند، کوان منبع تغذیه دوتریوم پاسگاه را دکل می‌کند و با شلیک تفنگ تهاجمی که مستر چیف در طول حمله کاوننت دور انداخته بود، آن را منفجر می‌کند. انفجار وینشر گرات و افرادش را می‌کشد. سپس کوان به سورن پولی را می‌پردازد که از منابع پاسگاه بازیابی شده است تا به قرارداد اصلی خود عمل کند. این دو با شرایط دوستانه، با کوان مصمم به ادامه مأموریتش و یافتن پورتال و گرفتن موقعیت خود به عنوان محافظ آن، از هم جدا می‌شوند. |                  |                |                                |                |
| ۸ | «بیعت»           | جاناتان لیبسمن | جاستین جوئل گیلمر و استیون کین | ۱۲ مه ۲۰۲۲     |
| جان، که اکنون دوباره سالم شده، شروع به معاشرت با مکی می‌کند و او را به‌عنوان یک متحد بالقوه به دنبال دیدگاه‌های مشترک آن‌ها از هیلو می‌بیند، علی‌رغم تردیدهای مداوم شورای امنیت سازمان ملل که او را مبتلا به سندرم استکهلم می‌دانند. جان از او می‌آموزد که کاوننت به دلیل پیشگویی آنها از «سفر بزرگ» به دنبال حلقه‌های هیلو هستند. پس از حمله کاوننت به سیاره‌ای دیگر، جان شورای امنیت سازمان ملل را متقاعد می‌کند که به مکی اجازه دهد تحت نظارت میراندا، کیستون را آزمایش کند. جان، بدون سرکوبگر عاطفی خود، و میکی، که او را با درجه‌ای از خویشاوندی و اعتماد می‌بیند، رابطه جنسی برقرار می‌کند. با توجه به مهربانی و شباهت جان با او، او شروع به تجدید نظر در وفاداری خود می‌کند. در همین حال، هالسی از طریق کورتانا از رابطه جان باخبر می‌شود و با کپی مخفیانه اسکن شبکیه چشم میراندا، مجدداً به شبکه یوان‌اس‌سی از راه دور دسترسی پیدا می‌کند. سپس هالسی پروتکل‌های راه دور را راه‌اندازی می‌کند که همه کام‌های موجود در پایگاه یوان‌اس‌سی را غیرفعال می‌کند و اسپارتان‌ها را تحت کنترل مستقیم خود قرار می‌دهد و به آنها دستور می‌دهد جان، مکی و کیستون را بگیرند. کورتانا در آخرین ثانیه تصمیم می‌گیرد به جای آن به جان هشدار دهد. ریز و واناک، کای را مهار می‌کنند و سعی می‌کنند با جان مبارزه کنند و میراندا انتقالات مکی را فاش می‌کند که حمله به ناوگان یوان‌اس‌سی را هدایت کرده است. اگرچه مکی در تلاش بود برای جان کمک بگیرد، اما زمانی که سربازان شورای امنیت سازمان ملل او را مهار می‌کنند و او را تحت فشار قرار می‌دهند (خاطرات جوانی او را زنده می‌کنند)، او دوباره بر وفاداری خود به کاوننت تأکید کرده، خود را آزاد می‌کند و کیستون را لمس می‌کند و امواج شوک را در سراسر پایگاه یوان‌اس‌سی وارد می‌کند. خداحافظی او با جان از طریق یک دید مشترک دیگر در هیلو انجام می‌شود.                                                                                  |                  |                |                                |                |
| ۹ | «تفوق»           | جاناتان لیبسمن | استیون کین                     | ۱۸ مه ۲۰۲۲     |
| در حالی که مکی در کاوننت فنتوم که در طول مأموریت سیلور تیم در مادریگال دستگیر شده بود فرار می‌کند، سیلور تیم وارد یک بن‌بست می‌شود که تنها زمانی که کاپیتان کیز می‌رسد خنثی می‌شود و به جان کمک می‌کند تا شستشوی مغزی هم تیمی‌هایش را با افشای اینکه حقیقت را در مورد آدم‌ربایی هالسی می‌گوید خنثی کند. کای به دستگیری هالسی و کشتن دستیارش کمک می‌کند، اما میراندا به سرعت متوجه می‌شود که «هالسی دستگیرشده» در واقع یک کلون فلش از «هالسی واقعی» است، که نشان داده می‌شود مخفیانه قصد دارد از ریچ در حالی که کلونش می‌میرد، فرار کند. جان با استفاده از اطلاعاتی که مکی به او داده بود، با کمک کورتانا، مکان سیارهٔ کاوننت، هسدوروس را استنباط می‌کند. با اجازهٔ شورای امنیت سازمان ملل، جان شخصاً سیلور تیم را در مأموریتی برای توقف و بازیابی سنگ‌های کلیدی پیام‌رسان رهبری می‌کند. سیلور تیم در هسدوروس با نیروهای کاوننت درگیر می‌شود و وقتی جان غرق می‌شود، مکی کلیدهای ترکیبی را فعال می‌کند تا یک انفجار برای نجات جان ایجاد کند و یک نقشهٔ ستاره‌ای منتهی به هیلو ایجاد می‌کند و سهواً جان را در حالت سکون قفل می‌کند. هنگامی که جان سعی می‌کند مکی را متقاعد کند و شکست می‌خورد، کای با شلیک و کشتن مکی، جان را از خلسه رها می‌کند. کیستون‌ها قبل از اینکه بتوانند مکان هیلو را نشان دهند خاموش می‌شوند. جان با غرق شدن توسط نیروهای دشمن، به کورتانا دستور می‌دهد تا کنترل تمام بدن او را به دست بگیرد تا بتواند به‌طور همزمان تیمش را نجات دهد و بدون فعال کردن آن‌ها، کیستون‌ها را بازیابی کند؛ علیرغم هشدارهای او مبنی بر اینکه انجام این کار می‌تواند ذهن او را برای همیشه پاک کند. پس از اینکه جان هدف یک ضربه مرگبار قرار می‌گیرد، کورتانا کنترل جان را به دست می‌گیرد، سیلور تیم را نجات می‌دهد و با آن‌ها و هر دو کیستون فرار می‌کند. در حین حرکت، کای از جان می‌پرسد که آیا واقعاً او در داخل کلاه خود است یا خیر، اما او فقط بی کلام به او نگاه می‌کند. |                  |                |                                |                |

### فصل ۲ (۲۰۲۴)
| شم. کلی | شم. در فصل | عنوان         | کارگردان   | نویسنده          | تاریخ پخش اصلی |
| ------- | ---------- | ------------- | ---------- | ---------------- | -------------- |
| ۱۰      | ۱          | «جایگاه مقدس» | دبز پترسون | دیوید وینر       | ۸ فوریه ۲۰۲۴   |
| ۱۱      | ۲          | «شمشیر»       | دبز پترسون | احمدو گاربا      | ۸ فوریه ۲۰۲۴   |
| ۱۲      | ۳          | «ویشگراد»     | کریگ زیسک  | ماریشا موکرجی    | ۱۵ فوریه ۲۰۲۴  |
| ۱۳      | ۴          | «ریچ»         | کریگ زیسک  | تام همینگز       | ۲۲ فوریه ۲۰۲۴  |
| ۱۴      | ۵          | «آلریا»       | اتو باترست | باسیل لی کرمندال | ۲۹ فوریه ۲۰۲۴  |
| ۱۵      | ۶          | «اونیکس»      | اتو باترست | سارا مک‌کارون     | ۷ مارس ۲۰۲۴    |
| ۱۶      | ۷          | «ترموپیل»     | دنی گوردن  | احمدو گاربا      | ۱۴ مارس ۲۰۲۴   |
| ۱۷      | ۸          | «هیلو»        | دنی گوردون | دیوید وینر       | ۲۱ مارس ۲۰۲۴   |

## انتشار
دو قسمت اول از فصل یک پیش از اکران در ۱۴ مارس در جنوب از جنوب غربی ۲۰۲۲ به نمایش درآمد. این مجموعه سپس در ۲۴ مارس ۲۰۲۲ در پارامونت پلاس عرضه شد. قسمت اول رکوردی را به عنوان پربیننده‌ترین سریال این سرویس در سراسر جهان در ۲۴ ساعت اول پخش کرد، اگرچه آمار دقیقی از بینندگان اعلام نشد. فصل اول به‌طور کلی دومین سریال اصلی پربیننده برای این سرویس در ژوئن ۲۰۲۲ بود. در بریتانیا، اولین قسمت این سریال در ۲۲ ژوئن ۲۰۲۲ در کانال ۵ پخش شد تا راه‌اندازی سرویس پخش پارامونت+ در آن کشور را تبلیغ کند.
فصل دوم در ۸ فوریه ۲۰۲۴ با دو قسمت اول پخش شد. قسمت‌های بعدی به صورت هفتگی تا ۲۱ مارس منتشر شدند.
در ژوئیه ۲۰۲۴، در حالی که تولیدکنندگان سریال و شرکت‌های تولید و تلویزیون فعالانه به دنبال ایجاد فصل سوم بودند، تولید این سریال پس از دو فصل لغو شد.

## بازخورد
| فصل | راتن تومیتوز   | متاکریتیک     |
| --- | -------------- | ------------- |
| 1   | ۷۰٪ (۷۱ بررسی) | ۶۱ (۲۰ بررسی) |
| 2   | ۸۹٪ (۱۸ بررسی) | ۶۴ (۸ بررسی)  |

فصل اول در وب‌سایت جمع‌آوری نقد و بررسی راتن تومیتوز، بر اساس ۷۱ بررسی، رتبه تأیید ۷۰ درصد را با میانگین امتیاز ۶٫۷/۱۰ در اختیار دارد. توافق نظر منتقدان این وب‌سایت اینطور نوشته است: «هیلو خیلی زیاد از سریال‌های علمی-تخیلی بهتر مشتق شده است که بتواند کاملاً شکل عالی خود را پدید بیاورد، اما بارقه‌های قول و وفاداری به منبع اصلی نشان می‌دهد که هنوز از مبارزه خارج نشده است». در متاکریتیک، فصل اول سریال بر اساس ۲۰ نقد منتقد، میانگین وزنی امتیاز ۶۱ از ۱۰۰ را دارد که نشان‌دهنده «بررسی‌های عموماً مطلوب» است.
فصل دوم دارای ۸۹٪ محبوبیت در راتن تومیتوز با میانگین امتیاز ۶٫۸/۱۰ بر اساس ۱۸ بررسی است. اجماع منتقدان این وب‌سایت اینطور نوشته است: «بارگذاری مجدد بر مبنایی مطمئن‌تر، فصل دوم هیلو یک دوز علمی تخیلی بدجنس‌تر است که به درک پتانسیل این منبع نزدیک‌تر می‌شود». در متاکریتیک، فصل دوم بر اساس ۸ نقد منتقد دارای میانگین وزنی ۶۴ از ۱۰۰ است، که نشان دهنده «بررسی‌های عموماً مطلوب» می‌باشد.